# Comunicazione uomo-animale
La comunicazione uomo-animale è la comunicazione osservata tra gli esseri umani e gli altri animali, dai segnali non verbali alle vocalizzazioni fino all'uso del linguaggio.

## Introduzione
La comunicazione uomo-animale si può osservare nella vita di tutti giorni. Le interazioni tra gli animali da compagnia e i loro padroni, ad esempio, riflettono una forma di dialogo parlato, non necessariamente verbale. Un cane che viene sgridato è in grado di afferrare il messaggio interpretando segnali come la postura, il tono di voce e il linguaggio del corpo del padrone. Questa comunicazione è bidirezionale, in quanto i padroni possono imparare a distinguere le sottili differenze tra abbai e miagolii, e c'è una chiara differenza tra l'abbaio di un cane arrabbiato che difende la sua casa e l'abbaio felice dello stesso animale mentre gioca. La comunicazione (spesso non verbale) è significativa anche nelle attività equestri come il dressage.
Uno studio scientifico ha trovato che 30 specie di uccelli e 29 specie di mammiferi condividono lo stesso schema di intonazione e di velocità nei messaggi di base, così gli esseri umani e quelle 59 specie possono capirsi tra loro quando esprimono "aggressione, ostilità, acquietamento, accessibilità, sottomissione e paura.

## Uccelli
I pappagalli sono in grado di usare parole di senso compiuto in compiti linguistici. In particolare, il pappagallo cenerino Alex apprese 100 parole, e dopo l'addestramento usava parole inglesi per rispondere a domande su colori, forme, dimensioni e numeri correttamente quasi l'80% delle volte. Senza addestramento, diceva dove voleva essere portato, come la sua gabbia o lo schienale di una sedia, e protestava quando veniva portato altrove, o quando gli oggetti nascosti non erano dove lui pensava che fossero. Fece una domanda, di che colore era lui stesso, che è stata definita l'unica domanda fatta finora da un animale non umano. Un redattore di Scientific American (che in seguito divenne un famoso autore, Madhusree Mukerjee) descrisse queste abilità come creatività e ragionamento paragonabili ai primati non umani o ai cetacei, pur notando il suo problema di autodeplumazione.
La maggior parte delle specie di uccelli hanno almeno sei richiami che gli esseri umani possono imparare a capire, per situazioni che implicano pericolo, malessere, fame e presenza di cibo.
I piccioni possono identificare artisti diversi. I piccioni possono imparare a riconoscere una media di 43 parole inglesi di 4 lettere (massimo 58), benché non fossero stato insegnati loro significari da associare alle parole.
I padda sceglievano la musica sedendo su un particolare trespolo, che determinava quale musica veniva suonata. Due uccelli preferivano Bach e Vivaldi rispetto a Schoenberg o al silenzio. Gli altri due uccelli avevano preferenze variabili tra Bach, Schoenberg, rumore bianco e silenzio.
L'indicatore golanera ha un richiamo specifico per allertare gli esseri umani che può guidarli al miele, e risponde anche a uno specifico richiamo umano che richiede tale guida. L'uccello può infatti guidare gli esseri umani ai nidi delle api selvatiche in modo da poter mangiare la cera scartata del favo dopo che gli esseri umani raccolgono il miele. Il richiamo umano varia regionalmente, perciò la risposta della guida del miele in ciascuna regione è appresa, non istintiva.
I corvi identificano e rispondono diversamente a diversi volti umani.
I ritratti immaginari di pappagalli parlanti senzienti e uccelli simili sono comuni nella narrativa per bambini, come Iago, il pappagallo parlante e sboccato di Aladdin della Disney. Il libro di Bruce Thomas Boehner Parrot Culture: Our 2,500-Year-Long Fascination with the World's Most Talkative Bird (La cultura del pappagallo: la nostra fascinazione di 2.500 anni con l'uccello più chiacchierone del mondo) esplora questo argomento in modo completo.

## Primati
Gli scimpanzé possono emettere almeno 32 suoni con significati distinti per gli esseri umani.
Scimpanzé, bonobo, gorilla e oranghi hanno usato lingua dei segni, simboli fisici, tastiere e schermi tattili per comunicare con gli esseri umani in numerosi studi. Le ricerche hanno mostrato che capivano molteplici segnali e che li producevano per comunicare con gli esseri umani. C'è un certo disaccordo sul fatto se possano riordinarli per cerare significati distinti.
I babbuini possono imparare a riconoscere una media di 139 parole inglesi di 4 lettere (massimo 308), benché non siano stati insegnati loro significati da associare alle parole.
I primati sono stati addestrati anche ad usare schermi tattili per indicare le loro preferenze musicali a un ricercatore. A Toronto, per centinaia di canzoni in ordine causale, agli oranghi veniva dato un segmento di una canzone da 30 secondi, e poi dovevano scegliere tra ripetere quel segmento o 30 secondi di silenzio. Diversi oranghi sceglievano di riascoltare dall'8% al 48% dei segmenti, e tutti esibivano stress per tutta la durata delle prove. Non c'era nessuno schema di selezione per genere, e i ricercatori non cercavano altri attributi che fossero condivisi dai segmenti scelti dagli oranghi. Non vi era un confronto disponibile con quanti segmenti da 30 secondi degli esseri umani avrebbero ripetuto nella stessa situazione. In un altro esperimento gli oranghi non distinguevano tra la musica eseguita nel suo ordine originale e la musica frazionata in intervalli di mezzo secondo che erano eseguiti in ordine causale. Gli scimpanzé possono udire frequenze più alte degli esseri umani; se anche gli oranghi possono, e se questi ipertoni sono presenti nelle registrazioni, essi potrebbero influenzare le scelte degli oranghi.

## Cetacei

### Lilly
Negli anni 1960, John C. Lilly promosse lezioni di inglese per un tursiope (Tursiops truncatus). L'insegnante, Margaret Howe Lovatt, visse con il delfino per due mesi e mezzo in una casa sulla spiaggia delle Isole Vergini. La casa era parzialmente allagata e consentiva loro di stare insieme per i pasti, il gioco, le lezioni di lingua e il sonno. Lilly pensava a questo come una coppia madre-figlio, benché il delfino avesse 5-6 anni. Lilly disse che aveva sentito altri delfini ripetere le proprie parole in inglese, e riteneva che un animale intelligente avrebbe desiderato imitare la lingua dei suoi catturatori, per comunicare. L'esperimento finì al terzo mese e non ricominciò, perché Howe trovava il laboratorio di due stanze e il costante sbattere del delfino troppo limitante.
Dopo parecchie settimane, era evidente uno sforzo concertato da parte del delfino per imitare il discorso dell'istruttore, e i suoni simili a quelli umani erano palesi e registrati. Il delfino era in grado di svolgere senza fallo compiti come il recupero di oggetti indicati oralmente. In seguito nel progetto l'abilità del delfino di elaborare la sintassi linguistica fu resa palese, in quanto esso poteva distinguere tra comandi come "Porta la palla alla bambola," e "Porta la bambola alla palla." Questa abilità non solo dimostra la comprensione della grammatica di base da parte del tursiope, ma implica anche che il linguaggio proprio dei delfini deve includere alcune di tali regole sintattiche. Anche la correlazione tra la lunghezza e le "sillabe" (scrosci di suono del delfino) con il discorso dell'istruttore andava essenzialmente da zero all'inizio della sessione a una correlazione quasi perfetta entro il suo completamento, così che quando l'essere umano pronunciava 5 o 10 sillabe, anche il delfino pronunciava 5 o 10 "sillabe" o raffiche di suono.
Due esperimenti di questo genere sono spiegati in dettaglio nel libro di Lilly, Mind of the Dolphin (La mente del delfino). Il primo esperimento era più un ciclo di prove per controllare le sollecitazioni psicologiche e di altro tipo sui partecipanti umani e cetacei, determinando la misura del bisogno di altri contatti umani, di vestiti asciutti, di tempo da soli, e via dicendo. Malgrado le tensioni dopo parecchie settimane, Howe Lovatt acconsentì a due mesi e mezzi isolato con il delfino.
Gli esperimenti della squadra di ricerca di Louis Herman, un ex collaboratore e studente di Lilly, dimostrò che i delfini potevano capire la comunicazione umana nei fischi e rispondere con gli stessi fischi.
Una tursiope femmina, Phoenix, capiva almeno 34 fischi:
- 34 sono elencati in Herman, Cognition and Language Competencies of Bottlenosed Dolphins, in Schusterman et al. (a cura di), Dolphin Cognition and Behavior, 1986,[27] p. 230;
- 33 sono elencati in Herman et al., Comprehension of Sentences by Bottlenosed Dolphins, Cognition, 1984,[28] p. 144;
- 23 sono elencati in Herman (a cura di), Cetacean Behavior, 1988,[29] p. 415.

I fischi creavano un sistema di comunicazione bidirezionale. Avendo fischi distinti per oggetto e azione, Herman poteva riordinare i comandi senza insegnamenti recenti (porta cerchio a palla). Quando Herman usava nuove combinazioni, si dimostrava che la comunicazione riusciva e che il delfino capiva e faceva ciò che gli chiedeva senza ulteriore addestramento l'80-90% delle volte.
Nel 1980, Herman aveva insegnato 6 fischi a una tursiope, Kea, per riferirsi a tre oggetti e a tre azioni, e il delfino seguiva le sue istruzioni. Egli scrisse: "Oltre a indicare i tre oggetti familiari dell'addestramento in presenza del nome, Kea indicò correttamente alla loro prima apparizione un tubo di plastica per l'acqua, un disco di legno e la mano aperta dello sperimentatore. Lo stesso tipo di generalizzazione a risposta immediata avveniva per il tatto e per il riporto."
Richards, Wolz ed Herman (1984) addestrarono un delfino a emettere fischi distinti per gli oggetti, "cosicché, in effetti, il delfino assegnava etichette vocali uniche a quegli oggetti".
Le successive pubblicazioni di Herman non discutono il sistema di comunicazione dei fischi. Herman iniziò a ottenere fondi dalla Marina statunitense nel 1985, perciò l'ulteriore espansione del linguaggio dei fischi bidirezionali sarebbe avvenuta nel programma classificato dei mammiferi marini della Marina statunitense, un "progetto nero".
Herman studiò anche l'abilità percettiva intermodale dei delfini. I delfini normalmente percepiscono il loro ambiente attraverso le onde sonore generate nel melone dei loro crani, attraverso un processo noto come ecolocalizzazione (simile a quello visto nei pipistrelli, benché il meccanismo di produzione sia differente). Anche la vista del delfino tuttavia è alquanto buona, anche per gli standard umani, e le ricerche di Herman scoprirono che un qualsiasi oggetto, anche di forma complessa e arbitraria, identificato dal delfino o con la vista o con il suono, poteva in seguito essere correttamente riconosciuto dal delfino con la modalità sensoriale alternata con quasi il 100 per cento di accuratezza, in quello che in psicologia e comportamentismo è noto classicamente come test di corrispondenza con il campione. I soli errori notati di presumevano essere stati un fraintendimento del compito durante le prime prove, e non un'incapacità dell'apparato percettivo del delfino. Questa capacità è una forte prova di un pensiero astratto e concettuale nel cervello del delfino, in cui un'idea dell'oggetto è memorizzata e compresa non meramente in base alle sue proprietà sensoriali; si può sostenere che tale astrazione sia dello stesso genere del linguaggio complesso, della matematica e dell'arte, e implica un'intelligenza potenzialmente molto grande e una comprensione concettuale dentro i cervelli dei tursiopi e potenzialmente di molti altri cetacei. Di conseguenza, l'interesse di Lilly si spostò al canto delle balene e alla possibilità di intelligenza elevata nei cervelli delle grandi balene, e la ricerca di Louis Herman presso l'ormai soprannominato Dolphin Institute a Honolulu (Hawaii) si focalizza esclusivamente sulla megattera.

### Altri ricercatori
- Batteau[31] (1964, video) sviluppò macchine per la Marina statunitense, che traducevano le voci umane a frequenze più alte perché i delfini potessero sentirle e traducevano le voci dei delfini a frequenze più basse perché gli esseri umani potessero sentirle a loro volta. Il lavoro continuò almeno fino al 1967 quando la Marina classificò le ricerche sui delfini. Batteau morì, sempre nel 1967, prima di pubblicare i risultati.
- Reiss e McCowan (1993) insegnarono ai delfini 3 fischi (palla, anello, massaggio), che i due delfini producevano, e perfino combinavano, quando giocavano con la palla e/o il cerchio, o facevano un massaggio.[32]
- Delfour e Marten (2005) diedero ai delfini uno schermo tattile per dimostrare che riconoscevano una nota musicale[33]
- Kuczaj (2006) usò una tastiera subacquea, che gli esseri umani e i delfini potevano toccare per segnalare un'azione.[34]
- Amundin et al. (2008) fecero puntare i delfini verso fasci ristretti di ecolocalizzazione su una schiera di idrofomo che fungevano da schermo tattile per comunicare con i ricercatori[35] (video)
- Reiss (2011) usò una tastiera subacquea che i delfini potevano premere.[36] Un delfino definì un tasto come "Voglio un pesce piccolo" e Reiss (2011, p. 100) caì, ma lo ignorò.[37]
- Herzing (2013) usò una tastiera subacquea in aperto oceano che i delfini e gli esseri umani potevano premere per scegliere un giocattolo.[38]
- Herzing (2014) creò 3 fischi per "oggetti di gioco (Sargasso... sciarpa e corda)", e scoprì che i delfini selvatici li capivano, ma non rilevò che producessero i fischi.[39]

### Storici
Dai tempi dell'antica Roma al Brasile moderno, si sa che i delfini guidano i pesci verso i pescatori che attendono sulla riva, e segnalano ai pescatori quando gettare le reti, anche quando l'acqua è troppo torbida perché i pescatori possano vedere l'arrivo dei pesci. I delfini catturano i pesci liberi rimasti disorientati dalla rete.
Dal 1840-1920 circa le orche solcavano le acque al largo di Twofold Bay nel Nuovo Galles del Sud per segnalare ai balenieri umani che stavano radunando nei pressi grandi misticeti, così che gli esseri umani avrebbero mandato le barche per arpionare le balene, uccidendole in modo più veloce e più certo di quanto avrebbero potuto le orche. Le orche mangiavano le lingue e le labbra, lasciando la vescica e le ossa per gli esseri umani.

## Cani

### Cani che comunicano con gli esseri umani
Bonnie Bergin addestrò i cani a dirigersi verso un testo specifico sul muro per chiedere chiaramente "dammi da bere, curami o coccolami". I cani erano in grado di imparare testi in inglese o in giapponese. Ella dice che i cani possono imparare a trovare i cartelli dell'USCITA, i cartelli di genere per i bagni e riferire quale malattia annusano in un campione di urina dirigendosi versi un cartello sul muro che nomina quella malattia.
I cani della polizia e i cani privati possono essere addestrati ad "allertare" quando trovano certe piste, comprese droghe, esplosivi, mine, la pista di un sospetto, acceleranti per incendi, cimici nel letto. L'allerta può essere un abbaio o una posizione specifica, e può essere accettato come prova in tribunale.
Stanley Coren identifica 56 segnali che fanno i cani non addestrati e che le persone posso o capire, inclusi 10 abbai, 5 ringhi, 8 altre vocalizzazioni, 11 segnali della coda, 5 posizioni delle orecchie e degli occhi, 5 segnali della bocca e 12 posizioni del corpo. Faragó et al. descrivono ricerche in base alle quali gli esseri umani possono categorizzare accuratamente gli abbai di cani che non hanno visto come aggressivi, giocosi o stressati, anche se non possiedono un cane. Questa riconoscibilità ha portato ad algoritmi di apprendimento per macchine per categorizzare gli abbai, e prodotti e app commerciali come BowLingual, TalkWithYourDog, e http://www.talkdog.cn/en/dlt.html.

### Esseri umani che comunicano con i cani
I cani possono essere addestrati a capire centinaia di parole parlate, come Chaser (1.022 parole), Betsy (340 parole),
Rico (200 parole), e altri. Possono reagire appropriatamente quando un essere umano usa verbi e nomi in combinazioni, come "riporta palla" o "zampa frisbee."
La Bergin addestrò i cani ad obbedire a 20 comandi scritti su cartoncini didattici, in caratteri romani e giapponesi, incluso 🚫 per tenerli lontano da un'area.
I pastori e altri hanno sviluppato comandi dettagliati per dire ai cani da pastore quando muoversi, fermarsi, radunare o separare gli animali del gregge.

## Addestramento di altri animali
Gli esseri umani insegnano agli animali risposte specifiche per condizioni o stimoli specifici. L'addestramento può avere fini come la compagnia, la rilevazione, la protezione, la ricerca e l'intrattenimento. Durante l'addestramento gli esseri umani comunicano i loro desideri con un rinforzo positivo e negativo. Dopo che l'addestramento è finito l'essere umano comunica dando segnali con parole, fischi, gesti, linguaggio del corpo, ecc.
APOPO ha addestrato i ratti giganti meridionali a comunicare agli esseri umani la presenza di tubercolosi nei campioni medici o di mine terrestri, grattando il terreno. Identificano il 40% in più di casi di tubercolosi di quanto fanno le cliniche, 12.000 casi extra dal 2007-2017. Hanno identificato 100.000 mine dal 2003-2017, certificando 2.200 ettari (5.400 acri) liberi dalle mine. Sono abbastanza accurati perché gli addestratori umani corrano sul terreno dopo aver rimosso le mine che i ratti hanno identificato.
Ad alcuni ratti (Wistar, Rattus norvegicus) è stato insegnato a distinguere e rispondere diversamente alle diverse facce.
Patricia McConnell trovò che gli addestratori in tutto il mondo, parlando 16 lingue, lavorando con cammelli, cani, asini, cavalli e bufali indiani, usano tutti suoni lunghi con un tono costante per dire agli animali di andare lentamente (whoa, euuuuuu), e usano suoni brevi ripetuti, spesso con tono ascendente, per farli accelerare o portarli dall'addestratore (vai, vai, vai, applausi, schiocchi). Scimpanzé, cani, gabbiani, cavalli, ratti, galli, pecore e passeri usano tutti suoni simili, brevi e ripetuti, per dire agli altri della stessa specie di avvicinarsi.
Perfino ai pesci, ai quali manca una neocorteccia, è stato insegnato a distinguere e rispondere diversamente a diverse facce umane (pesce arciere) o stili di musica (pesce rosso e koi).
Ai molluschi, con schemi cerebrali totalmente diversi, è stato insegnato a disntinguere e rispondere a dei simboli (seppia e polpo), ed è stato altresì insegnato loro che il cibo dietro una barriera trasparente non può essere mangiato (calamaro).
Hoover, una foca, imparò a pronunciare diverse espressioni in inglese comprensibile da cucciolo dal suo padre adottivo umano e le usò in modo appropriato in circostanze appropriate durante la sua vita successiva nell'Acquario del New England finché morì nel 1985. Sono stati studiati altri animali parlanti, benché non usassero sempre le loro espressioni in contesti significativi.

## Comunicazione animale come intrattenimento

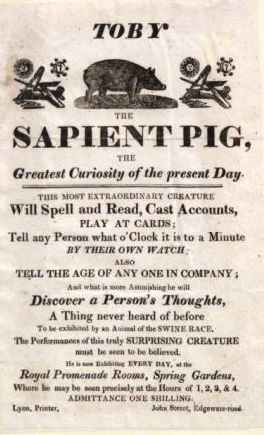
Manifesto per Toby il maiale sapiente

Benché la comunicazione animale sia sempre stata un argomento di commento e attenzione pubblica, per un periodo nella storia superò questo livello e divenne intrattenimento popolare sensazionale. Dalla fine del XVIII secolo fino alla metà del XIX secolo, una successione di "maiali eruditi" e di vari altri animali furono esibiti in pubblico in spettacoli a pagamento, vantando la capacità di comunicare con i loro proprietari (spesso in più di una lingua), di scrivere, di risolvere problemi di matematica, e simili. Un manifesto datato 1817 mostra un gruppo di "padda" che la pubblicità afferma conoscono sette lingue, compresi il cinese e il russo.